# 哈氏副鐮鯛
哈氏副鐮鯛（學名：Parazanclistius hutchinsi），為輻鰭魚綱鱸形目鱸亞目五棘鯛科的其中一種，分布於澳洲南部海域，深度10-80公尺，容易和澤生高鐮鯛（Zanclistius elevatus）混淆，本魚體略呈三角形，吻突出、口小，背鰭高而長，具有一黑色圓斑在背鰭後緣，尾鰭截形，體具有數條深色橫紋，體長可達34公分，棲息在大陸棚，生活習性不明。